# Homops alluaudi
Homops alluaudi är en tvåvingeart som beskrevs av Seguy 1932. Homops alluaudi ingår i släktet Homops och familjen fritflugor.
Artens utbredningsområde är Madagaskar. Inga underarter finns listade i Catalogue of Life.